# Chiến dịch Giao Quảng
Chiến dịch Giao Quảng (còn gọi theo Hán Việt là Giao Chỉ chi loạn hoặc Tấn Ngô Giao Chỉ chi chiến) là cuộc chiến thời Tam Quốc giữa hai nước Tấn và Đông Ngô trong lịch sử Trung Quốc.
Cuộc chiến kéo dài từ năm 268 đến năm 271 giữa các quốc gia Ngụy (sau đó là Tấn) và Ngô, diễn ra chủ yếu ở Giao Châu (gồm các quận Giao Chỉ, Cửu Chân, Nhật Nam, Hợp Phố, thuộc lãnh thổ Bắc bộ Việt Nam hiện nay) và Quảng Châu (gồm các quận Nam Hải, Uất Lâm, Thương Ngô thuộc Quảng Đông, Quảng Tây Trung Quốc hiện nay.

## Hoàn cảnh

### Giao châu thời Tam Quốc
Cuối thời Đông Hán, đất nước Trung Quốc phát sinh nội loạn do sự tranh giành lãnh thổ của các lãnh chúa quân phiệt, cuối cùng hình thành ba quốc gia là Tào Ngụy ở miền bắc, Thục Hán ở miền tây nam và Đông Ngô ở miền đông nam, tạo thành thế chân vạc.
Vùng đất Giao Châu (thuộc miền nam Trung Quốc và bắc Việt Nam hiện nay) nằm dưới sự quản lý của nhà Đông Ngô. Năm 226, vua Ngô Đại Đế là Tôn Quyền chia cắt Giao Châu thành hai châu nhỏ: Giao Châu ở phía nam và Quảng Châu ở phía bắc. Sau cái chết của thái thú Giao Chỉ Sĩ Nhiếp, Đông Ngô phong cho Sĩ Huy, con Sĩ Nhiếp làm thái thú quận Cửu Chân, nhưng Sĩ Huy không tuân lệnh mà dấy binh chiếm giữ Giao Chỉ. Thứ sử Giao Châu là Đái Lương và thứ sử Quảng Châu là Lã Đại (Lữ Đại) cùng hợp binh tiến đánh và giết chết cả nhà họ Sĩ. Do họ Sĩ nhanh chóng bị dẹp, triều đình Đông Ngô quyết định sáp nhập lại Giao châu và Quảng châu thành Giao Châu gồm 7 quận như cũ, phong Lã Đại làm thứ sử.
Năm 248 ở Giao Châu nổ ra cuộc nổi dậy của bà Triệu nhưng nhanh chóng bị tướng Đông Ngô là Lục Dận dẹp tan.

### Lã Hưng hàng Tấn
Sang năm 263, tình hình ở Trung Quốc có nhiều chuyển biến. Năm 263, thái thú Giao Châu là Tôn Tư (nhà Đông Ngô) bị viên quan là Lã Hưng cùng dân chúng giết chết. Lã Hưng đem toàn bộ Giao Châu dâng lên nhà Ngụy ở phía bắc dù bị ngăn cách về địa lý. Ở miền bắc Trung Quốc, quyền lực trong triều đình nhà Ngụy rơi vào tay quyền thần họ Tư Mã. Năm 263, Ngụy xuất quân tiêu diệt nước Thục Hán ở phía tây, cuối năm 263 thì nước Ngụy chiếm hết nước Thục Hán, mở rộng lãnh thổ miền tây nam và tiếp cận với các châu quận phía nam, uy hiếp đến lãnh thổ Đông Ngô. Quyền thần Tư Mã Chiêu nhân danh vua Ngụy phong cho Lã Hưng làm An Nam tướng quân, coi việc binh ở Giao Châu và cho Hoắc Dặc ở Nam Trung từ xa lĩnh chức Thứ sử Giao Châu. Như vậy, từ năm 263 đất Giao Châu từ tay Đông Ngô chuyển sang phụ thuộc vào nhà Ngụy.

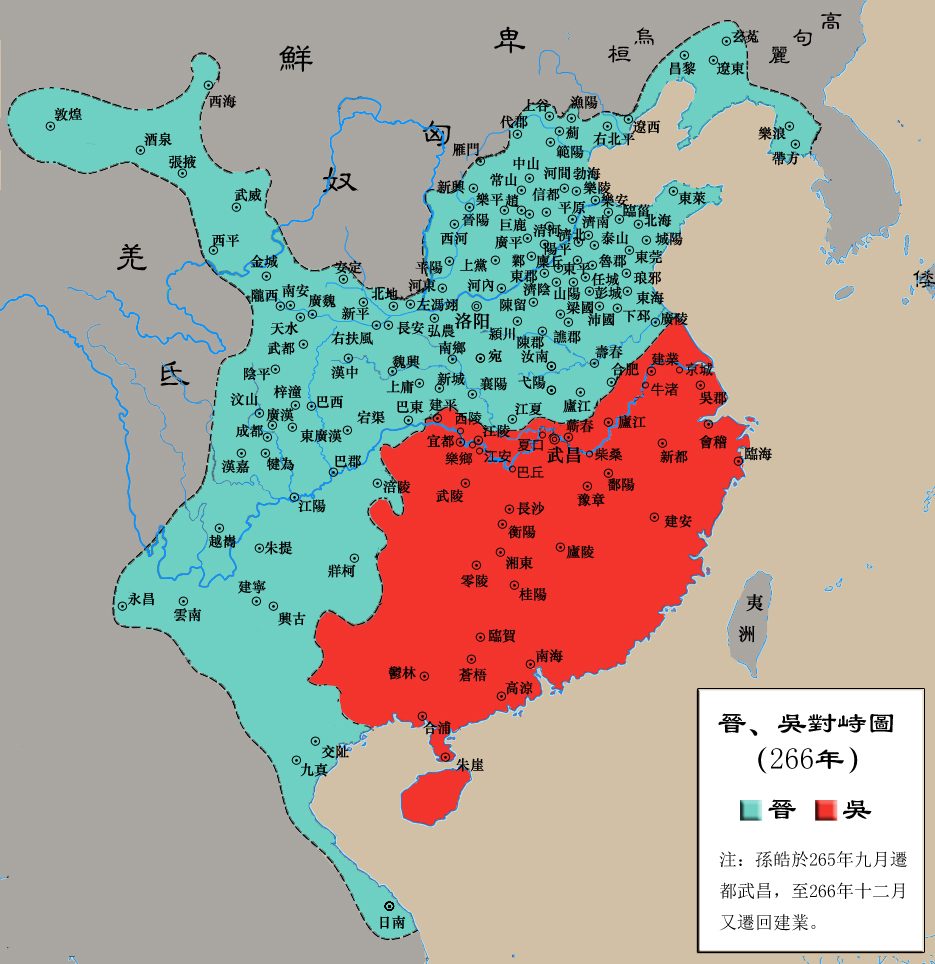
Năm 266, nhà Tấn sau khi thu phục Thục Hán, chiếm giữ luôn Giao Châu trước đó thuộc Đông Ngô.

Trước hành động của Lã Hưng kèm theo nguy cơ mất cả Giao Châu, Ngô Cảnh Đế Tôn Hưu vội chia tách Giao châu thành hai châu Giao, Quảng một lần nữa như trước kia: cắt 3 quận đã Hán hóa là Nam Hải, Uất Lâm, Thương Ngô phía bắc Giao châu hợp thành Quảng châu, đặt trị sở của Quảng châu ở Phiên Ngung (Trung Quốc), Giao châu mới chỉ gồm 4 quận còn lại phía nam là Hợp Phố, Giao Chỉ, Cửu Chân và Nhật Nam.

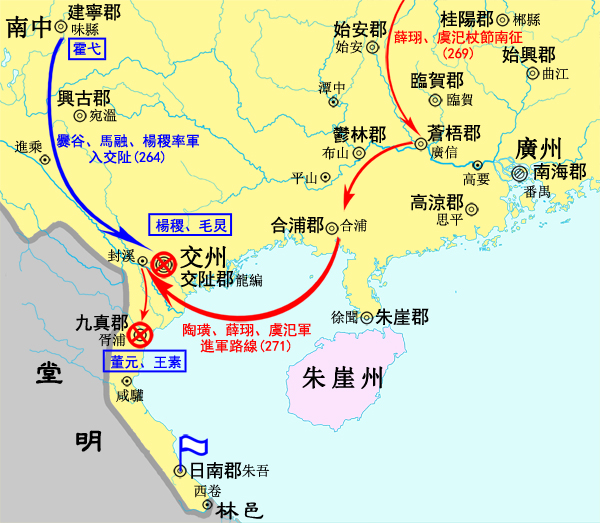
Diễn biến chiến dịch Giao-Quảng. Mũi tên màu đỏ chỉ quân Đông Ngô, màu xanh lam chỉ quân Tấn.

Năm 265, Tư Mã Viêm (con Tư Mã Chiêu) cướp ngôi nhà Ngụy, đặt quốc hiệu là Tấn. Đất Giao châu chuyển sang phụ thuộc vào nhà Tấn. Trước đó vào cuối năm 264, Lã Hưng bị thủ hạ là công tào Lý Thống sát hại. Nhà Tấn bèn cử Thoán Cốc sang thay Lã Hưng làm thái thú Giao Chỉ. Sau Cốc chết, nhà Tấn cho Mã Dung lên thay, ít lâu sau thì Dung cũng chết. Tấn Vũ Đế theo sự tiến cử của Hoắc Dặc, cử Dương Tắc làm thái thú Giao Chỉ, cùng với thái thú quận Cửu Chân là Đổng Nguyên, nha môn Mạnh Cán, Mạnh Thông, Lý Tùng, Vương Nghiệp, coi giữ Giao Chỉ.

## Diễn biến chiến tranh

### Quân Tấn thắng thế
Nghe tin đã mất Giao Châu, vua Ngô là Tôn Hạo tính chuyện đối phó. Năm 268, Tôn Hạo phong cho Lưu Tuấn làm thứ sử Giao Châu, cùng với Tu Tắc làm Đại đô đốc, cùng tướng quân Cố Dung, đem quân tiến xuống phía nam hòng lấy lại Giao châu. Quân của Tuấn đến nơi, bị quân Tấn đánh bại tới ba lần, phải rút chạy. Dương Tắc thừa thắng sai Mao Cảnh và Đổng Nguyên tiến công lên Quảng châu, lấy được quận Uất Lâm, giết chết Lưu Tuấn và Tu Tắc. Nhà Tấn sai Mao Cảnh đến làm thái thú Uất Lâm.
Tháng 10 năm 269, Tôn Hạo lại cử Ngu Dĩ làm Giám quân, Tiết Hủ làm Uy Nam tướng quân kiêm đại đô đốc, cùng với Đào Hoàng, người Đơn Dương làm Thương Ngô thái thú đưa quân trở lại Giao châu theo đường Kinh châu, lại cử Giám quân là Lý Úc, Đốc quân là Từ Tồn đi theo đường biển qua vùng Kiến An, sau đó hội Hợp Phố để đánh Dương Tắc.
Sang năm 271, quân Ngô tiến vào Giao châu, Đào Hoàng bại trận ở sông Phần phải lui về giữ Hợp Phố, hai tướng tử trận. Tiết Hủ giận lắm, trách mắng Đào Hoàng
Nhà ngươi tự dâng biểu xin đánh giặc, mà bỏ chết hai viên tướng, trách nhiệm ấy về ai ?
Hoàng trả lời:
Hạ quan không được làm theo ý mình. Các quân không thuận nhau. Chỉ vì thế nên đến nỗi thua... 
Tiết Hủ chưa nguôi giận, toan rút quân về, nhưng Đào Hoàng không đồng ý, đem vài trăm quân đánh úp Đổng Nguyên, lấy được vàng bạc châu báu sai dùng thuyền chở về. Tiết Hủ thấy thế bèn xin lỗi Đào Hoàng, cho Hoàng làm Tiền bộ đô đốc, tiến đánh Giao châu lần nữa.

### Đào Hoàng đánh quân mai phục
Đào Hoàng đi theo đường biển, tiến thẳng vào Giao châu, giao chiến với quân của Đổng Nguyên. Các tướng muốn ra giao chiến. Bấy giờ Đào Hoàng thấy có chiếc cầu gãy, cho rằng trong chiếc cầu đó có mai phục, bèn sắp riêng quân cầm kích dài cho ở lại phía sau để tập hậu rồi mới tiến binh. Khi ra giáp trận, Đổng Nguyên dùng kế rút lui để nhử. Đào Hoàng thúc quân đuổi theo thì quả nhiên gặp quân Tấn mai phục. Do có sự chuẩn bị trước quân của Đào Hoàng không náo núng, đội quân cầm kích dài lúc đó lại ra đón đánh, quân Ngô trong ứng ngoài hiệp, phá tan quân Tấn, giết chết Đổng Nguyên.
Đào Hoàng sai đem thuyền của báu vừa lấy của quân Tấn cùng vài nghìn tấm gấm bản thổ, đưa cho Lương Tề ở Phù Nghiễm. Tề biết chuyện bèn đem hơn vạn người giúp Đào Hoàng.

### Đào Hoàng lấy lại Giao châu
Sau khi Đổng Nguyên đã chết, Dương Tắc sai Vương Tố ra thay, cùng với tướng Giải Hệ cố thủ trong thành. Đào Hoàng dùng kế sai em Giải Hệ là Tượng viết thư cho Hệ, rồi sai Tượng cưỡi xe bốn bánh đi chơi, có phường nhạc và lính hầu theo sau. Người của Vương Tố cho rằng Tượng làm thế tất Hệ có ý muốn phản Tấn, bèn giết chết Hệ.
Nghe tin Hệ bị giết, Đào Hoàng lập tức đem quân đánh vào châu thành, phá được thành và bắt Dương Tắc. Mao Cảnh mưu tính đánh úp Đào Hoàng, bị phát giác, Hoàng bèn giết chết Cảnh rồi thì cầm tù bọn Dương Tắc đưa về Ngô, giữa đường thì Tắc ốm chết, Cán trốn về Tấn, còn Lý Tùng, Xán Năng đều bị quân Ngô giết hại.
Đào Hoàng lại đem quân đánh Cửu Chân. Công Tào quận Cửu Chân là Lý Tộ giữ gìn trong quận theo về với Tấn, quân Ngô đánh nhiều ngày chưa hạ được. Đào Hoàng sai cậu Tộ là Lê Minh sang dụ Tộ ra hàng. Tộ đáp rằng 
Cậu vẫn là tướng bên Ngô, còn Tộ vẫn là tôi bên Tấn! Ta cứ trông vào sức mình mà thôi !
Rồi cố sức giữ thành. Quân Ngô đánh rất lâu, cuối cùng mới hạ được. Toàn bộ đất Giao châu trở về tay nhà Ngô. Về sau, Đào Hoàng còn được phong làm Giao châu mục, Đô đốc Giao châu chư quân sự, Tiền tướng quân.

## Kết quả và ý nghĩa
Trận chiến ở Giao châu và Quảng châu là một trong những chiến thắng hiếm hoi của quân Ngô trước quân Tấn. Toàn bộ Giao châu và Quảng châu, tức Giao châu cũ, trở lại với Đông Ngô như trước thời điểm 263. Tôn Hạo tuy lấy lại 2 châu nhưng không nhập lại như trước mà vẫn duy trì sự chia tách như thời Cảnh Đế Tôn Hưu.
Chiến thắng này không thể làm thay đổi tương quan lực lượng giữa hai nước. Lực lượng chủ lực của Tấn ở trung nguyên không bị ảnh hưởng vì không tham gia chiến sự. Nước Ngô tiếp tục suy yếu trong khi quân Tấn vẫn hùng mạnh. Sang năm 280, Tấn diệt Ngô, thống nhất thiên hạ.